# 鹿特丹自然史博物馆

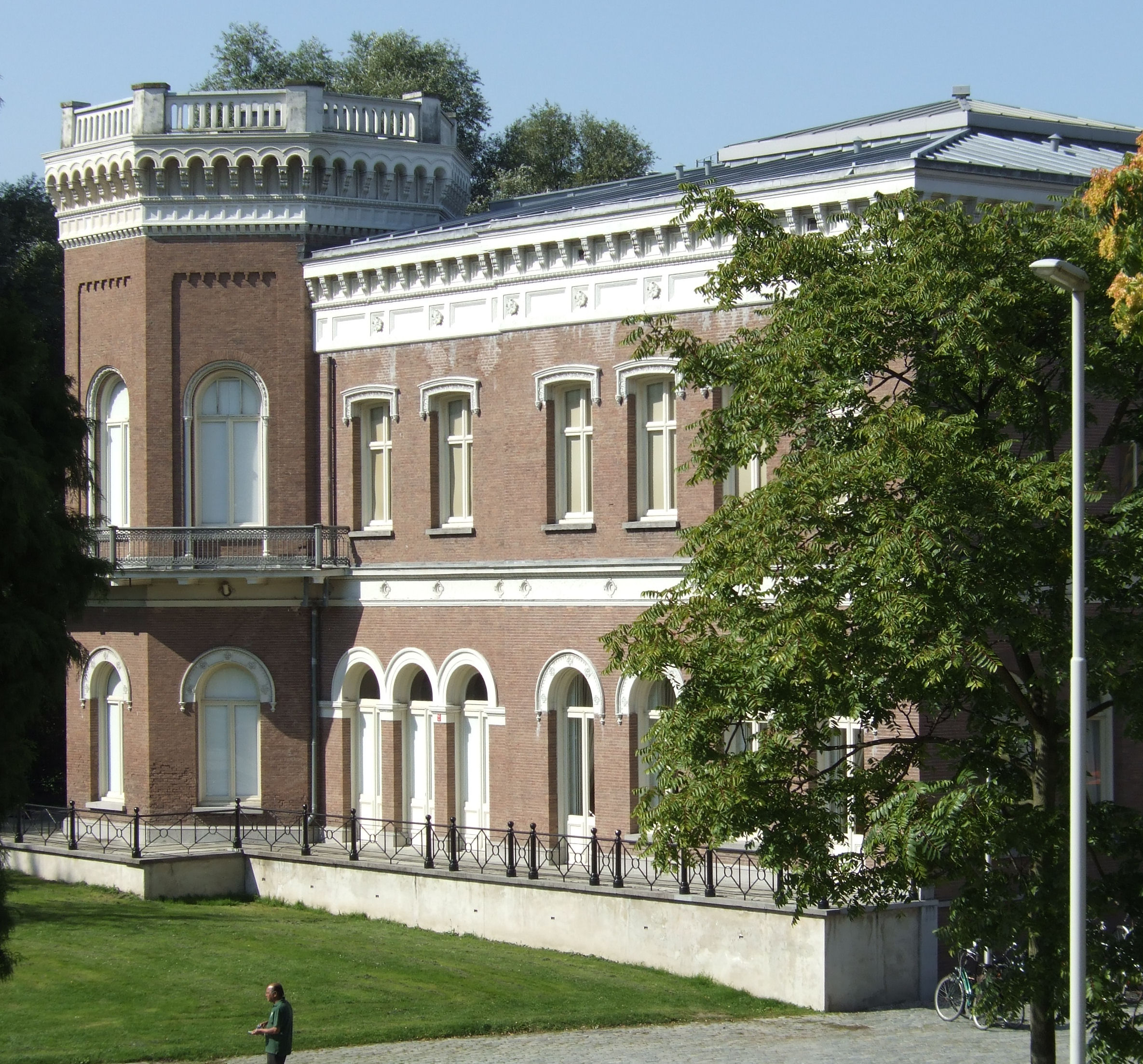
博物馆外景

鹿特丹自然史博物馆（荷蘭語：Natuurhistorisch Museum Rotterdam）是荷兰南荷兰省鹿特丹的一座自然史博物馆，位于博物馆公园（Museumpark）旁边。

## 建筑
该博物馆坐落于1852年建成的代克齐赫特别墅（Villa Dijkzigt）内，该别墅最初由约翰·弗雷德里克·梅采拉尔（Johan Frederik Metzelaar）为范·霍博肯（Van Hoboken）家族设计。1995年又在该建筑北侧增建了荷兰建筑师埃里克·范·埃赫拉特（Erick van Egeraat）设计的现代玻璃建筑。
该博物馆有一个商店和一个图书馆。

## 藏品
该博物馆的藏品主要是各类动物的标本，还有各种动植物化石。藏品种类丰富，标本形态栩栩如生。大型标本有抹香鲸（Physeter macrocephalus）骨骼标本、亚洲象“拉蒙”（Ramon）的骨骼标本等。

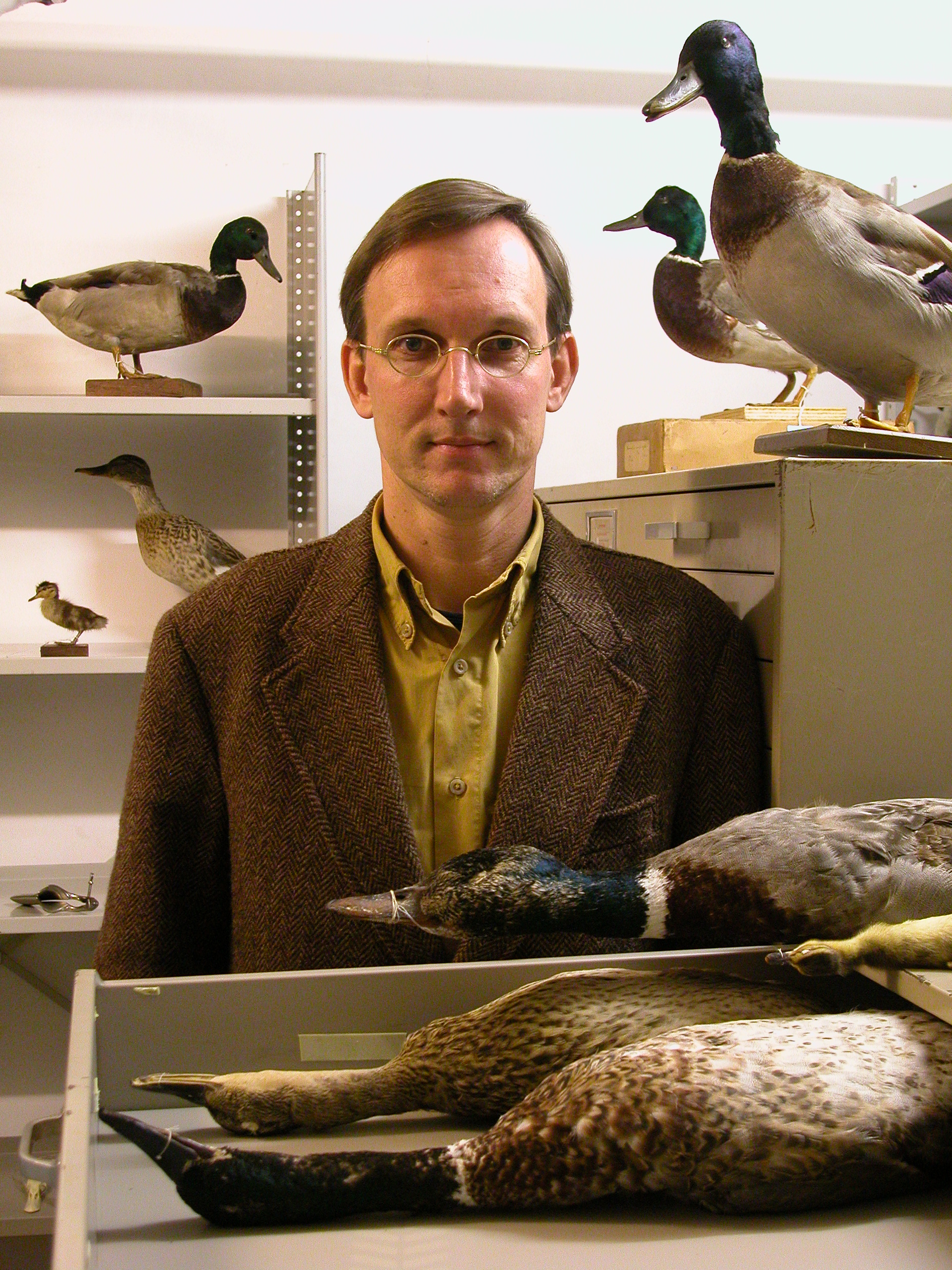
该馆工作人员Kees Moeliker站在鸭子面前
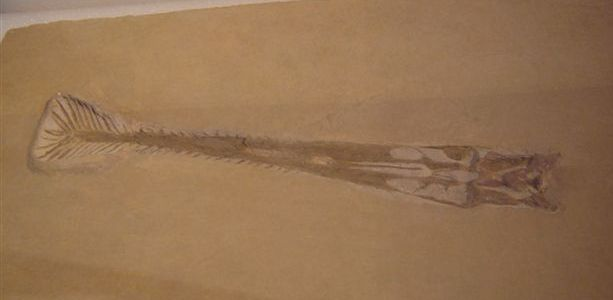
颌翼龙头骨化石
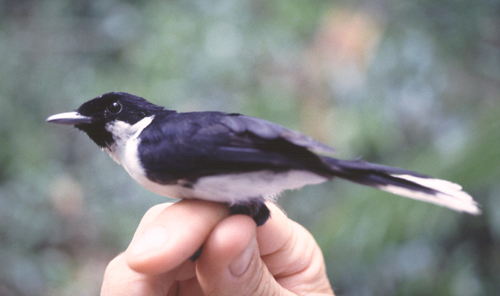
该馆人员收集到的黑颏王鹟图片